# Aguieira
Aguieira is een plaats (freguesia) in de Portugese gemeente Nelas en telt 620 inwoners (2001).